# 아베 히로시
아베 히로시(일본어: 阿部寛, 1964년 6월 22일 ~ )는 일본의 배우, 모델이다. 시게타 오피스 소속이며, 애칭은 아베짱(阿部ちゃん). 아베칸(アベカン)이다.

## 약력·인물
- 아베 히로시는 3남매 중 막내로 태어났다. 요코하마 시립 미츠초등학교, 요코하마 시립 마츠모토중학교, 가나가와현립 하쿠야마고등학교를 거쳐 주오대학교(전기공학과) 졸업.
- 대학 재학 중인 1985년, 누나의 권유로 우승 상품인 자동차를 타기 위해 "슈에이샤 제3회 논노 남자친구 대상" 오디션에 응모해 우승을 계기로, 이후 잡지 "논노". "맨즈 논노"에서 대표 모델로 활약했다.
- 1987년 영화 《하이카라씨가 간다》를 통해 배우로 데뷔했다. 또한 아이돌로 1988년에 앨범을 발표하기도 했다. 그해 이후 배우 위주로 활동을 하며, 패션 모델 출신이라는 직함과 함께, 주로 미남 역을 맡아 연기했다. 하지만 지나치게 큰 신장(189cm)때문에 상대역의 여배우와의 키가 맞지 않아 점차 일이 줄어, 3년간 일을 하지 못한 때도 있었다.
- 1993년 무대 《아타미 살인 사건 몬테카를로 일존》에서 양성애자의 부장 형사 역으로 주연. 이 작품이 전환점이 되어, 단순한 장신 미남 배우가 아닌 연기력을 겸비한 실력파 배우로써 입지를 굳히기 시작한다.
- 1994년 영화 《오사카 극도 전쟁. 참아라》로 야쿠쇼 코지와 공연, 그 해 출연한 영화와 함께 호평을 받아, 그 해 "일본 영화 전문 대상" 특별상을 수상하며 지금까지의 이미지에서 탈피했다.
- 1995년 NHK 대하드라마 《8대 장군 요시무네》를 시작으로, 시대극에 출연도 늘게 되어 특히 대하드라마에서는 《겐로쿠 요란》(1999년), 《무사시 MUSASHI》(2003년), 《요시츠네》(2005년), 《천지인》(2009년) 등 중요한 역할로 연달아 출연하며 인기 단골 배우가 되었다.
- 이후 텔레비전 드라마에서도 2000년 나카마 유키에와 함께 출연한 TV 아사히 드라마 《트릭》, 후지 TV 드라마 《HERO》, TBS 드라마 《드래곤 사쿠라》등의 인기 작품에 연이어 출연하며, 폭넓은 배우로 활약을 늘려갔다. 이후 2006년 후지 TV 드라마 《결혼 못하는 남자》에서의 연기를 호평받아, "2006년 상반기 노력한 대상"에서 FNS 노력한 대상을 수상하였다.
- 2006년에는 영화 《북두의권》에서 켄시로의 목소리 연기(더빙)를 하였다.

### 결혼과 가족
- 만 40세를 지나서도 독신으로, 눈에 띄는 연애(스캔들) 보도는 없었던 아베 히로시는 2007년 11월 20일 15세의 연하의 일반인 여성(전 회사원)과의 결혼을 발표하며, 기자회견을 가졌다. TV 아사히 본사에서 열린 회견에서는 자신이 주연한 "결혼 못하는 남자"를 빗대어 "결혼 못하는 남자가 결혼을 하게 되었습니다"라고 말하기도 하였다. 배우자인 상대의 여성은 당시 5년 전 친구와의 소개로 만나 1년 전에 아베가 메일을 보낸 것으로부터 시작해 교제로 발전하였다. 결혼하게 된 이유에 대해서는 "자신에게는 귀여운 사람. 가치관이 맞고, 그다지 나이 차이를 느끼지 않는다"라는 것이라고 밝혔다.
- 2008년 2월에 입적. 2011년 6월 23일, 만 47세에 첫 아이(딸)가 태어났고, 다음 해 2012년 11월 1일에는 둘째 아이(차녀)가 태어났다.[1]

## 출연 작품
| - 사랑을 합시다 (NTV, 1988년) - ※드라마 데뷔작 - 꽃폭풍의 숲이 깊다 (NTV, 1988년) - 24시간 TV "스무 살 더 살고 싶어" (NTV, 1988년) - 바람에 사랑해 (TV 아사히, 1989년) - 우리들의 시대 (TBS, 1989년) - 사랑의 도시 도쿄 (1989년 11월 18일, TBS) - 나카요시 (TBS, 1990년) - 내가 의사를 그만 둔 이유 (TV 도쿄, 1990년) - 사랑해! 선생님 (TBS, 1990년) - 살인 사건 - 유케무리 스키과 여대생! (TBS, 1990년) - H는 수수께끼의 이니셜~H 살인 사건 (TBS, 1991년) - 기묘한 이야기 "깜박임" (후지 TV, 1991년) - 열혈! 신입사원 선언 (TBS, 1991년) - 티롤의 만가 (NHK, 1992년) - 이상한 밤 (TBS, 1992년) - 르망에 뜨거운 눈물을 (TV 아사히, 1992년) - 신주쿠 러브 스토리 사건 부 시리즈 (토요 와이드 극장) - 신주쿠 러브 스토리 사건 부 제1탄 (TV 아사히, 1992년) - 신주쿠 러브 스토리 사건 부 제2탄 (TV 아사히, 1996년) - 미덕의 비틀 거림 (TV 도쿄, 1993년) - 에토로후 멀어지다 (NHK, 1993년) - 운명 고개 (후지 TV, 1993년) - 그 무렵의 당신에게 (NTV, 1993년) - 파파짱 (요미우리 TV, 1993년 아침 드라마) - 총무과장 전장을 가다! (후지 TV, 1994년) - 오오에도풍운전 (NHK, 1994년) - 그와 그녀의 사정 (TV 아사히, 1994년) - 니시무라 교타로 서스펜스 토츠가와 경부 시리즈 (월요일 드라마 스페셜) - 토츠가와 경부 시리즈 5 아이즈고원 살인 사건 (TBS, 1994년) - 토츠가와 경부 시리즈 7 호화 특급 황혼 살인 사건 (TBS, 1995년) - 대하드라마（NHK） - 1995년 《8대 쇼군 요시무네》 - 마츠다이라 노리사토 역 - 1999년 《겐로쿠 요란》 - 호리베 야스베 역 - 2003년 《무사시 MUSASHI》 - 키온 토지 역 - 2005년 《요시츠네》 - 타이라노 토모모리 역 - 2009년 《천지인》 - 우에스기 켄신 역 - 나리타 이혼 (후지 TV, 1997년) - 거울은 잠들지 않는다 (NHK, 1997년) - 가메오카 중학교 교사 일행 님 (NTV, 1998년) - 사랑, 가끔 거짓말 (NTV, 1998년) - 해피 매니아 (후지 TV, 1998년) - 체인지! (TV 아사히, 1998년) - 뉴스의 여자 "제7화" (후지 TV, 1998년) - 물의 꼭길 (후지 TV, 1999년) - 신 물의 꼭길 "제12화 (최종화) 영원한 넘버 1" (후지 TV, 2001년) - 주말 결혼 (TBS, 1999년) - 주말 결혼 스페셜 (TBS, 1999년) - 연애 결혼의 법칙 (후지 TV, 1999년) - V의 아라시 (후지 TV, 1999년) - 연말 스페셜 드라마 "결혼하다" (NTV, 1999년) - 정말로 있었던 무서운 이야기 "간호사의 반지" (후지 TV, 1999년) - 이매진 (후지 TV, 2000년) - YASHA-야차 - (TV 아사히, 2000년) - 트릭(드라마) 시리즈 - 트릭 (TV 아사히, 2000년) - 우에다 지로 역 - 트릭 2 (TV 아사히, 2002년) - 우에다 지로 역 - 트릭 3 (TV 아사히, 2003년) - 우에다 지로 역 - TRICK 신작 스페셜 (2005년) - 우에다 지로 역 - TRICK 신작 스페셜 2 (2010년) - 우에다 지로 역 - 신의 장난 (후지 TV, 2000년) - 옛 남자 (TBS, 2001년) - HERO (후지 TV, 2001년) - 시바야마 미츠구 역 - 안티크~서양골동양과자점~ (후지 TV, 2001년) - 속도위반 결혼 (후지 TV, 2001년) - 고벤의 동백 (NHK, 2001년) - 마이 리틀 쉐프 (TBS, 2002년) - 웨딩 플래너 SWEET 델리베리 (후지 TV, 2002년) - 한밤중의 비 (TBS, 2003년) - 최후의 변호인 (NTV, 2003년) - 특명 리서치 200X II (NTV, 2002년, 2004년) - 우도 카즈아키 역 - 블랙 잭에게 안부를~눈물의 암 병동 편 (TBS, 2003년) - 마지막 변호인 (NTV, 2003년) - 토요 와이드극장 "리카" (TV 아사히, 2003년) - 웃는 얼굴의 법칙 (TBS, 2003년) - 정말로 있었던 무서운 이야기 3 "한밤중의 배회자" (후지 TV, 2003년) - AT HOME DAD (후지 TV, 2004년) - 도망자 RUNAWAY (TBS, 2004년) - AT HOME DAD 스페셜 (후지 TV, 2004년) - X'smap~호랑이와 사자와 다섯 남자 (후지 TV, 2004년) - 살아남다 (NHK, 2005년) - 여자의 일대기 : 세토우치 자쿠초~출가는 살아있으나 죽은 것 (후지 TV, 2005년) - 24시간 TV 스페셜 드라마 "작은 운전사 마지막 꿈" (NTV, 2005년) - 월요일 미스터리 극장 "아버지가 온 길" (TBS, 2005년) - 공중그네 (후지 TV, 2005년) - 드래곤 사쿠라 (TBS, 2005년) - 사쿠라기 켄지 역 - 머나 먼 약속 50년의 시간을 초월한 운명의 사랑 (후지 TV, 2006년) - 결혼 못하는 남자 (후지 TV, 2006년) - 쿠와노 신스케 역 - 천국과 지옥 (TV 아사히, 2007년) - CHANGE (후지 TV, 2008년) - 전쟁은 무엇이었는가 일·미 개전과 도조 히데키 (TBS, 2008년) - 언덕 위의 구름 (NHK, 2009년·2010년·2011년) - 아키야마 요시후루 역 - 하얀 봄 (후지 TV, 2009년) - 사쿠라 하루오 역 - 신참자 (TBS, 2010년) - 카가 쿄이치로 역 - 신춘 드라마 특별 기획 "붉은 손가락~"신참자 "카가 쿄이치로 다시!" (TBS, 2011년) - 카가 쿄이치로 역 - 멋진악몽 공개기념 스페셜드라마 "완전무결의 컨시어지" (후지 TV, 2011년) - 행복의 노란 손수건 (NTV, 2011년) - 고잉 마이 홈 (후지 TV, 2012년) - 변두리 로켓 (TBS, 2015년) - 츠쿠다 료헤이 역 - 스니퍼 후각수사관 (NHK, 2016년) - 하나오카 신이치로 역 - 변두리 로켓 고스트 (TBS, 2018년) - 츠쿠다 료헤이 역 - 아직 결혼 못하는 남자 (후지 TV, 2019년) - 쿠와노 신스케 역 - 드래곤 사쿠라 시즌2 (TBS, 2021년 4월) - 사쿠라기 켄지 역 | - 하이카라씨가 간다 (토에이, 1987년) ※영화 데뷔작 - YAWARA! (토호, 1989년) - 공작왕 아수라 전설 (토호토와, 1990년) - 링·링·링 눈물의 챔피언 벨트 (토에이, 1993년) - 프로 골퍼 오리베 긴지로 시리즈 - 프로 골퍼 오리베 긴지로 (토에이 아스트로, 1993년) - 프로 골퍼 오리베 긴지로 2 파로 괜찮아! (1토에이 아스트로, 994년) - 프로 골퍼 오리베 긴지로 3 날아간 버디 (토에이 아스트로, 1995년) - 프로 골퍼 오리베 긴지로 4 생크 생크 생크 (토에이 아스트로, 1997년) - 프로 골퍼 오리베 긴지로 5 사랑의 로스트 볼 (토에이 아스트로, 1998년) - 오사카 극도 전쟁. 참아라 (다이에이, 1994년) - RAMPO (쇼치쿠, 1994년) - 야마토 타케루 (토호, 1994년) - 생크추어리 (씨네 웨이브, 1995년) - 인간적이지 못한 사랑 (쇼치쿠, 1995년) - 장미 호텔 HOTEL ROSE (제리아스, 1996년) - 바람의 유품 (오카모토 미네코 사무소, 1996년) - 30-thirty-(파르 기획, 1997년) - 타오의 달 (쇼치쿠, 1997년) - 프렌치 드레싱 (다이에이, 1998년) - 필살! 샤미센 가게·유지 (쇼치쿠, 1999년) - 고질라 2000 MILLENNIUM (도호, 2000년) - 도쿄 공략 (가가 커뮤니케이션즈, 2000년 / 홍콩 영화) - 발광하는 입술 (오메가 픽처스, 2000년) - 신GONIN (붐, 2000년) - 행복 가족 계획 (쇼치쿠, 2000년) - RUSH! (슬로우 러너, 2001년) - 플라토닉 섹스 (토호, 2001년) - 피를 빠는 우주 (오메가 픽처스, 2001년) - 트릭(극장판) 시리즈 - TRICK 극장판 (토호, 2002년) - 우에다 지로 역 - TRICK 극장판 2 (토호, 2006년) - 우에다 지로 역 - 극장판 TRICK 영능력자 배틀로얄 (토호, 2010년) - 우에다 지로 역 - 감독감염 KENENN (가가 커뮤니케이션즈, 2003년) - 하나와 앨리스 (토호, 2004년) - 애인은 저격수 극장판 (토에이, 2004년) - SURVIVE STYLE5+ (토호, 2004년) - 아메마스의 강 (미코토 & 바사라, 2004년) - 철인 28호 (토호, 2005년) - 가위남 (미디어 박스, 2005년) - 우부메의 여름 (일본 헤럴드영화, 2005년) - 기담 (재너듀, 2005년) - 사이렌~ FORBIDDEN SIREN~ (토호, 2006년) - 버블에 GO! 타임머신은 드럼식 (토호, 2006년) - 애디언텀 블루 (카도카와 헤럴드영화, 2006년) - 발트의 낙원 (토에이, 2006년) - 북두의 권 유리아 전 시리즈 - 북두의 권 유리아 전: 순애의 장 (토호, 2006년) - 북두의 권 유리아 전: 격투의 장 (토호, 2007년) - 북두의 권 유리아 전: ZERO 켄시로 전 (토호, 2008년) - 대제의 검 (토에이, 2006년) - 망량의 상자 (쇼게이트, 2007년) - 전염가 (쇼치쿠, 2007년) - HERO (토호, 2007년) - 시바야마 미츠구 역 - 자학의 시 (쇼치쿠, 2007년) - 하야마 이사오 역 - 걸어도 걸어도 (씨네캐논, 2008년) - 요코야마 료타 역 - 망량의 상자 (2007년) - 바티스타 수술 팀의 영광 (토호, 2008년) - 숨은 요새의 세 악인 THE LAST PRINCESS (토호, 2008년) - 파랑새 (니카츠, 2008년) - 제너럴 루주의 개선 (토호, 2009년) - 사형대의 엘리베이터 (카도카와 영화, 2010년) - 천국에서의 응원 (아스믹 에이스, 2011년) - 오시로 히카루 (니이니이) 역 - 멋진 악몽 (토호, 2011년) - 연합함대 사령장관 야마모토 이소로쿠 (토에이, 2011년) - 야마구치 다몬 역 - 진짜로 일어날지도 몰라 기적 (가가 커뮤니케이션즈, 2011년) - 기린의 날개~극장판·신참자 (토호, 2012년) - 카가 쿄이치로 역 - 테르마이 로마이 (토호, 2012년) - 루시우스 모데스투스 역 - 크로즈 썸 (20세기 폭스, 2012년) - 타케자와 타케오 (타케) 역 - 츠야의 밤: 어떤 사랑에 관련된 여성들의 이야기 (토에이, 2013년) - 테르마이 로마이 2 (토호, 2014년) - 루시우스 모데스투스 역 - 태풍이 지나가고 (아오이, 2016년) - 시노다 료타 역 - 질풍론도 (토에이, 2016년) - 쿠리바야시 카즈유키 역 - 요묘전: 레전드 오브 더 데몬 캣 (2017년) - 아베노 나카마로 역 - 해변의 리어 (2017년) - 북의 벚꽃지기 (2018년) - 벼룩 잡는 사무라이 (2018년) - 코바야시 히로노신 역 - 기도의 막이 내릴 때 (2018년) - 카가 쿄이치로 역 - 해질무렵 안개정원 (2019년) - 나카무라 아리토모 역 - 호쿠사이 (2021년) - 츠타야 주자부로 역 - 보호받지 못한 사람들 (2021년) - 토시마노 세이이치로 역 - 톤비 (2022년) - 이치카와 야스오 역 - 이동사령은 음악대(2022년) - 나루세 츠카사 역 |

## 그외 출연

### 무대(연극)
- 어느 날 어딘가에서 (1992년)
- 아타미 살인 사건 몬테카를로 일존 (1993년, 2002년)
- 신 지옥변 (2000년)
- 신 치카마츠신쥬 이야기~그것은 사랑 (2004년, 2005년)
- 도겐의 모험 (2008년)
- 코스트 오브 유토피아 - 유토피아의 해안에 (2009년)
- 아베 좌중 "아베 오른 밤하늘에" (2009년)
- 신베린 (2012년)

### 애니메이션
더빙
- 진 구세주 전설 북두의 권 유리아 전 (2007년) - 켄시로 역 (목소리 출연)
- 진 구세주 전설 북두의 권 토키 전 (2008년) - 켄시로 역 (목소리 출연)

## 음반

### 앨범
- ABE (1988년, 도시바 EMI) RT28-5330
- RAMPO 사운드 트랙 #5 올 오브 미 (일본 콜럼비아 레코드)
- I love you & I need you 후쿠시마 (2011년)

## 서적
- 아베 짱의 비극 (슈에이샤) ISBN 4-08-333005-8
- 아베 짱의 희극 (슈에이샤) ISBN 4-08-650016-7
- 어디 와봐! 불가사의 (우에다 지로 저·학습 연구사) ISBN 4-05-401762-2
- 왜 최선을 다하지 않는가 (우에다 지로 저·학습 연구사) ISBN 4-05-402528-5
- 키네마 준보 2007년 5월호 / 아베 히로시 특집 (시네마 준보사)

## 수상 내역
- 1994년 제4회 일본 영화 프로페셔널 대상 특별상 ('오사카 극도 전쟁. 참아라' 외)
- 2001년 제30회 드라마 아카데미상 남우조연상 ('속도 위반 결혼')
- 2001년 제39회 갤럭시 상 TV 부문 개인상 ('속도 위반 결혼', '안티크~서양골동양과자점~')
- 2001년 제56회 일본 방송 영화 예술대상 방송부문 최우수 남우조연상 ('HERO')
- 2002년 니프티 영화 대상 (현 일본 인터넷 영화 대상) 2002 남우조연상 ('트릭 극장판'
- 2004년 제42회 드라마 아카데미상 남우조연상 ('도망자 RUNAWAY')
- 2005년 제46회 드라마 아카데미상 남우주연상 ('드래곤 사쿠라')
- 2006년 제50회 드라마 아카데미상 남우주연상 ('결혼 못하는 남자')
- 2008년 제63회 마이니치 영화 콩쿠르 남우주연상 ('걸어도 걸어도')
- 2008년 제63회 일본 방송 영화 예술대상 영화부문 우수 남우주연상 ('걸어도 걸어도', '파랑새')
- 2009년 제61회 드라마 아카데미상 남우주연상 ('하얀 봄')
- 2012년 제20회 하시다상 ('언덕위의 구름' 외)
- 2012년 제34회 요코하마 영화제 남우주연상 ('테르마이 로마이')